# St. Georg (Eiterfeld)

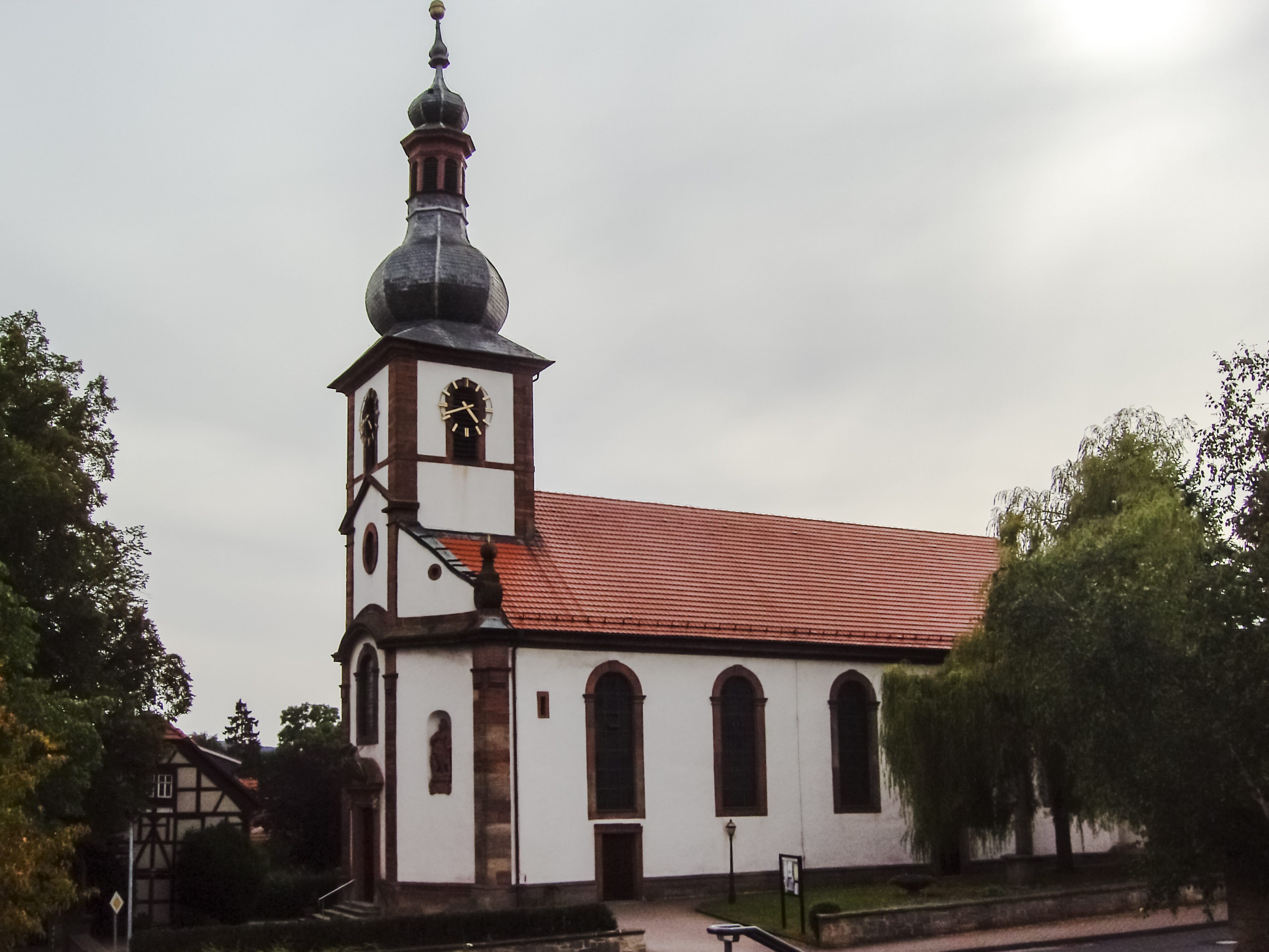
St. Georg

Die römisch-katholische, denkmalgeschützte Kirche St. Georg steht in Eiterfeld, einer Marktgemeinde im Landkreis Fulda (Hessen). Die Kirchengemeinde gehört zum Pastoralverbund Hessisches Kegelspiel zu den Heiligen 14 Nothelfern im Dekanat Hünfeld-Geisa des Bistums Fulda.

## Beschreibung
Die Saalkirche wurde 1728–31 nach Plänen von Andrea Gallasini bzw. Friedrich Joachim Stengel erbaut. Sie hat einen eingezogenen, dreiseitig geschlossenen Chor im Westen. und ist mit. In der vorgebuchteten, mit Lisenen gegliederten Fassade im Osten ist der Dachturm eingestellt, der mit einer achtseitigen, bauchigen Haube bedeckt ist, auf der eine Laterne sitzt. Das Portal in der Fassade wird flankiert von Statuen des heiligen Georg und des heiligen Sebastian, die in Wandnischen stehen. Über dem Portal ist das Wappen derer von Dalberg angebracht. Die 1932 von Hugo Pfister geschaffene Deckenmalerei der stuckierten Spiegeldecke stellt die Himmelfahrt Mariae dar. Die Kirchenausstattung stammt aus der Bauzeit. Der Hochaltar von Emanuel Wohlhaupter hat Säulen aus Stuckmarmor, seitlich befinden sich Statuen des heiligen Georg und heiligen Sebastian. Das Altarretabel zeigt die Auferstehung Jesu Christi. Auf den Gemälden der Seitenaltäre, 1876 geschaffen von Clemens Witzel, sind das heilige Herz Jesu bzw. das Herz Mariens dargestellt. Das Taufbecken ist von 1515. Im Vestibül des Turms sind zwei spätromanische Reliefs mit dem heiligen Petrus und Johannes dem Evangelisten eingemauert. Die erste Orgel mit 16 Registern, einem Manual und Pedal wurde um 1800 von Johann-Markus Oestreich gebaut. Sie wurde 1901 durch eine Orgel mit 26 Registern, 2 Manualen und Pedal ersetzt, die Fritz Clewing gebaut hatte. Sie wurde 1959 von der Späth Orgelbau umgebaut und 1970 von der Hey Orgelbau restauriert.